# Мифсуд, Иммануэль
Иммануэль Мифсуд (мальт. Immanuel Mifsud, 12 сентября 1967, Паола, Мальта) — мальтийский писатель

, поэт и театральный режиссёр

. Пишет на мальтийском и английском языках.

## Биография
Младший из семи детей. Начал писать в шестнадцатилетнем возрасте. Создал литературную группу Versarti. Ставил пьесы Чехова, Лорки, Фриша, Пинтера, Дарио Фо и др.

## Произведения

### Проза
- Истории про уродов/ Stejjer ta' Nies Koroh, 1991
- Il-Ktieb tas-Sibt Filghaxija, 1993
- Il-Ktieb tal-Mahbubin Midruba, 1999
- Необычайные истории Сары Сью Саммут/ L-Istejjer Strambi ta' Sara Sue Sammut, 2002 (Национальная премия по литературе, номинация на премию Стрега)
- Химия/ Kimika, 2005 (книга обвинялась в порнографии и вызвала общественный скандал)
- Happy Weekend, 2006
- Запрещённые истории/ Stejjer li ma kellhomx jinkitbu, 2008
- Во имя отца (и сына)/ Fl-Isem tal-Missier (u tal-Iben), 2010 (Литературная премия Европейского Союза, 2011)

### Поэзия
- У Клары/ Fid-Dar ta' Clara, 1998
- Книга ветра и цветения/ Il-Ktieb tar-Rih u l-Fjuri, 2001
- Polska-Slovensko, 2004 (на мальтийском и английском языках)
- km, 2005 (на мальтийском и английском языках)
- Confidential Reports, 2005
- Poland Pictures, 2007
- Bateau Noir, 2010 (на мальтийском и французском языках)